# Iglesia de Santa Ana (Torrealta)
La iglesia de Santa Ana es un templo católico situado en Torrealta, término de Torrebaja, en la comarca del Rincón de Ademuz (Comunidad Valenciana, España).
Construcción gótico-mudéjar del siglo XVI con añadidos renacentistas.

## Historia
La iglesia parroquial de Torrealta aparece documentada desde las primeras décadas del siglo XVI. Erigida originalmente bajo la advocación de Nuestra Señora del Remedio, constituyó la parroquia del señorío de Torrealta, que era dominio de los Garcés de Marcilla. Esta familia tenía el derecho de presentación del clérigo que había de ostentar el cargo de cura párroco. En la actualidad, como recuerdo de su antigua advocación solo queda el nombre de la vía que discurre a las puertas del templo, denominada calle del Remedio.

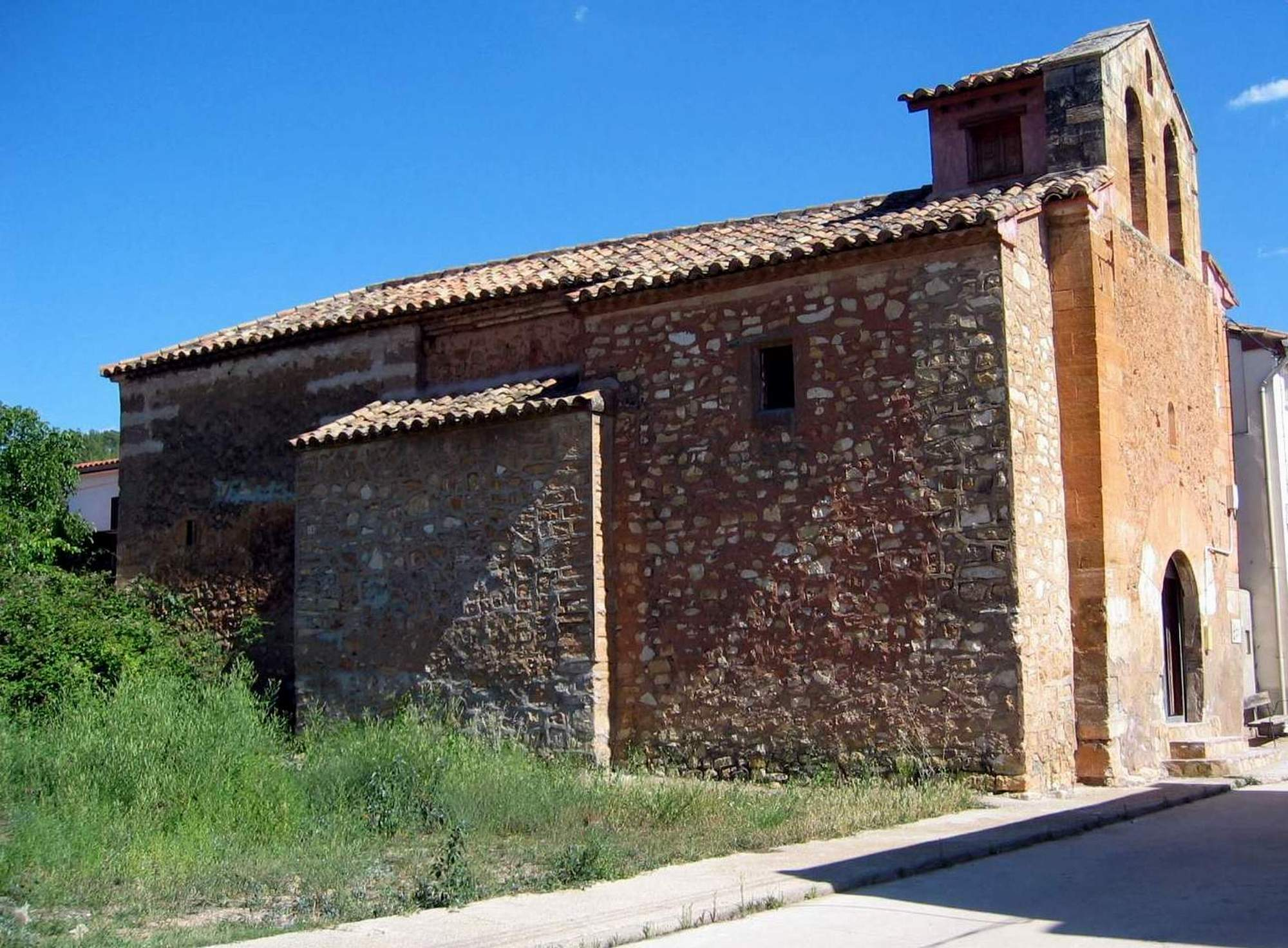
Fachada fronto-lateral izquierda (septentrional) de la iglesia parroquial de Santa Anta en Torrealta (Valencia).

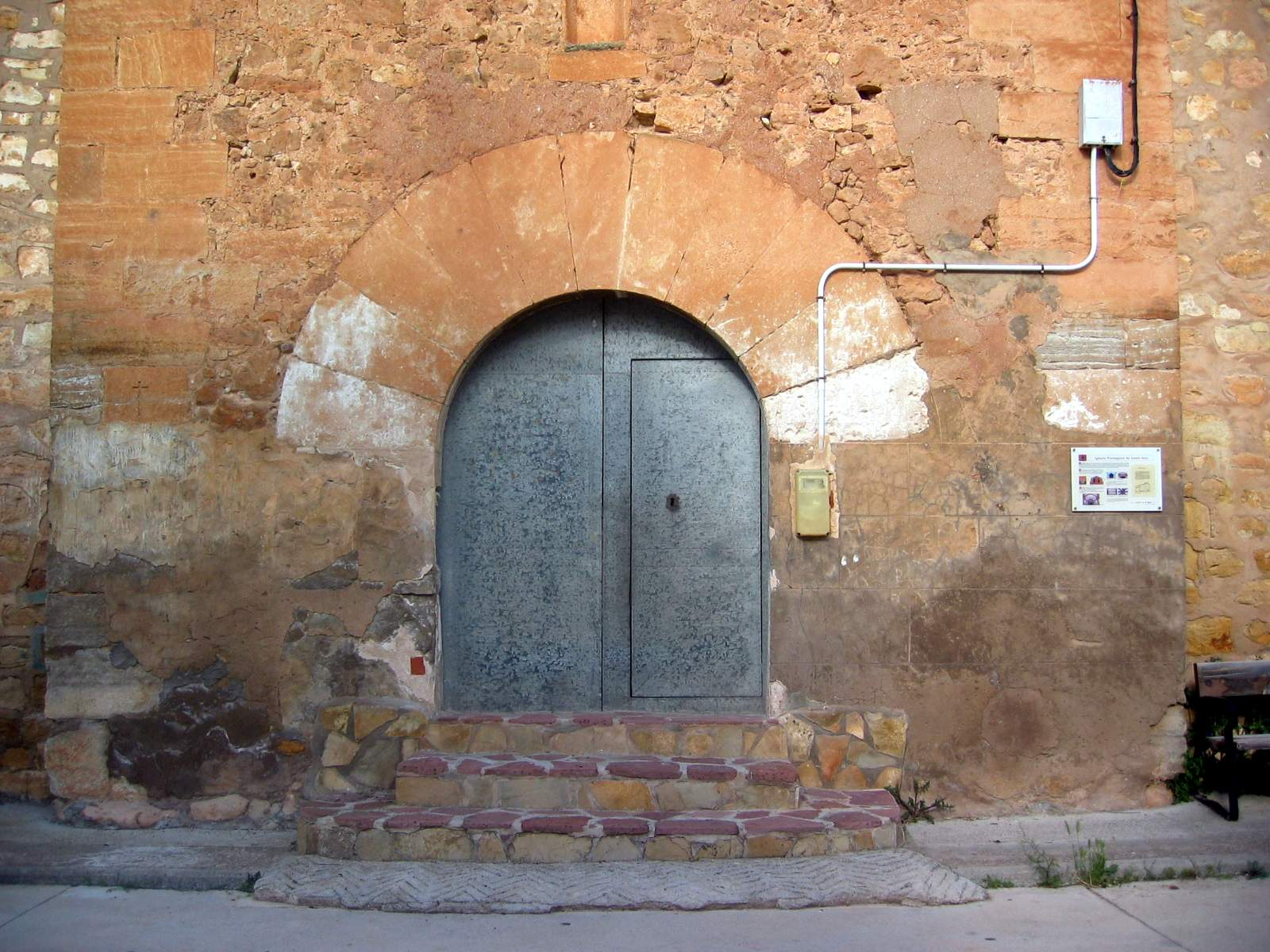
Vista parcial (occidental) de la iglesia parroquial de Torrealta, con detalle del arco de la entrada (2012).

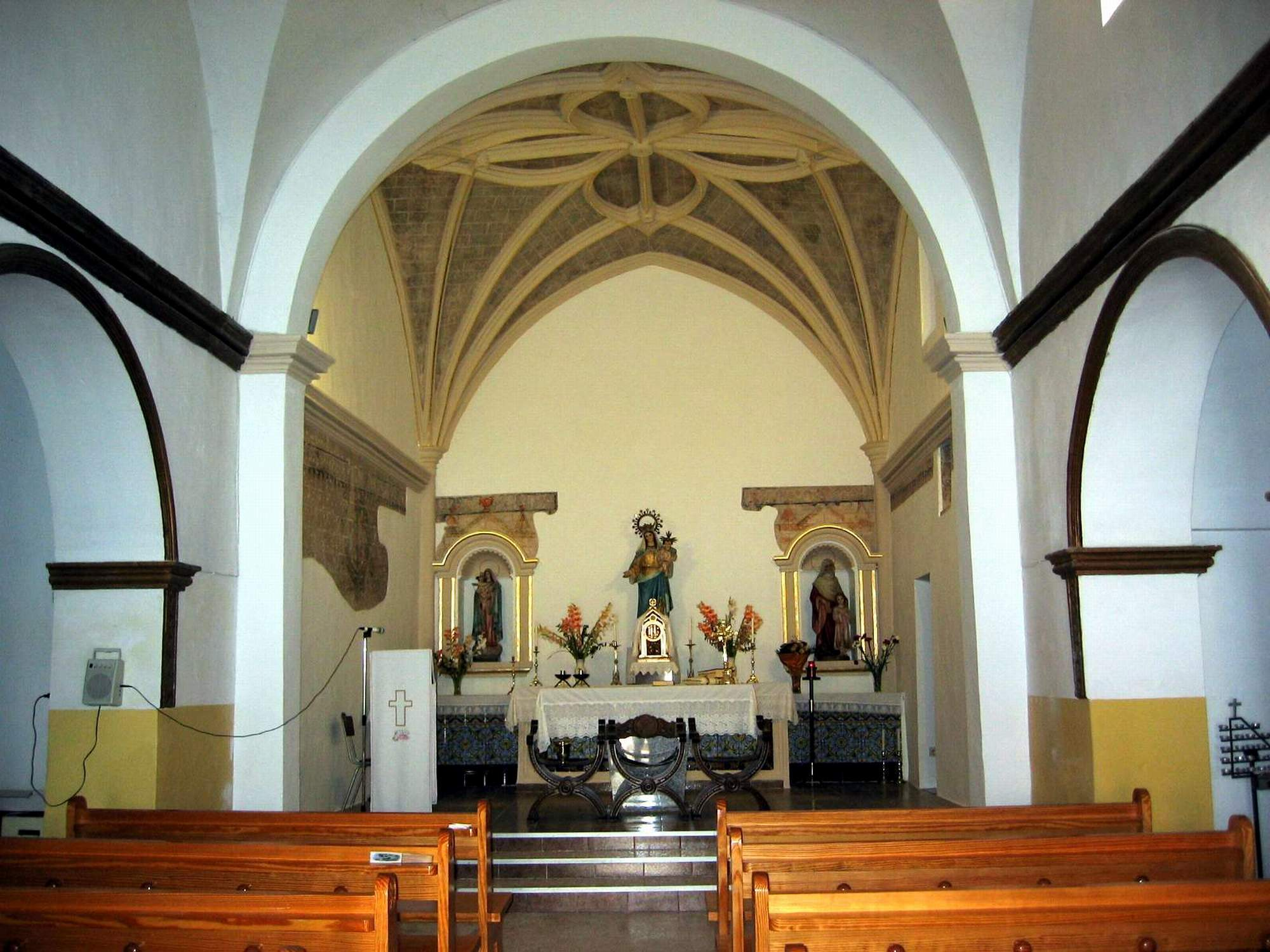
Nave y presbiterio de la iglesia parroquial de Santa Ana en Torrealta, con detalle de la cúpula de presbiterio, tras la restauración.

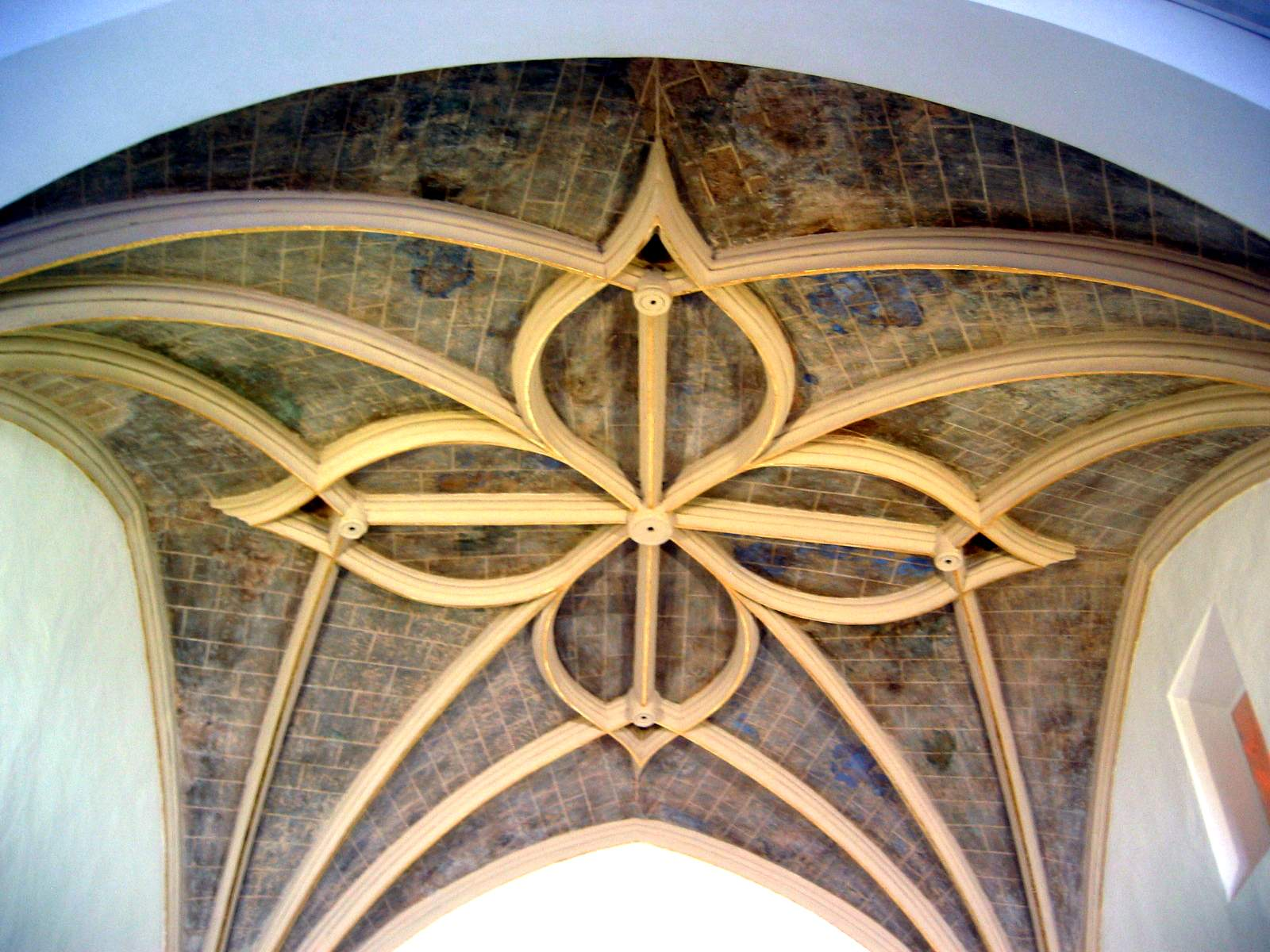
Detalle de la tracería gótica en la cúpula de presbiterio, iglesia parroquial de Torrealta (Valencia), tras la restauración (falta el florón central).

## Descripción
El edificio consta de una nave, con tres capillas laterales, presbiterio elevado sobre gradas y coro a los pies, sobre la puerta de acceso. La nave se cubre con una bóveda de cañón tabicada, con lunetos. El espacio más interesante lo constituye la capilla mayor, especialmente su cubierta. Ésta consiste en una bóveda gótica estrellada, destacando las claves (la central y la de los cuatro terceletes) que presentan una fina talla. La clave central, aunque muy deteriorada, es la más elaborada pues desarrolla delicados motivos renacentistas, elementos que rodean el escudo de los Garcés de Marcilla, señores fundadores y patrones del templo. La fachada es de gran sencillez: un arco de medio punto labrado, sobre el que se halla un pequeño edículo vacío y, por último, la espadaña que corona el conjunto, de dos luces y también de piedra tallada.

## Patrimonio mueble
La iglesia carece de objetos de especial valor artístico, todas las imágenes son posteriores a la guerra civil española (1936-1939): el templo padeció las consecuencias de la revolución española de 1936, con saqueo y destrucción del archivo parroquial y enseres (ornamentos, retablo, imágenes y vasos sagrados).

## Acerca de la restauración del templo
La iglesia parroquial de Torrealta ha sido intervenida en su interior, merced a la actuación de los alumnos del Curso de verano de recuperación de artesanías tradiciones en el medio rural patrocinado por la Facultad de Historia del Arte de la Universidad de Valencia y bajo la dirección de Vicente Luis Galbis. En una primera fase (verano de 2014) se actuó sobre el altar mayor y la bóveda, dejando para intervenir en los dos años posteriores la nave central, el coro y las capillas laterales finalizando la restauración el verano de 2018.
Las labores de restauración pusieron al descubierto la decoración original del templo (basada en sillares pintados), un escudo de armas sobre la pared lateral izquierda del presbiterio (evangelio), presuntamente de los Garcés de Marcilla, señores del Lugar (siglo XVIII), una leyenda que recorre ambos laterales del ábside, que recoge la primera advocación del templo (Nuestra Señora del Remedio) e incluye la fecha de construcción del edificio (1518), y unos trampantojos sobre las hornacinas del altar (siglo XVIII).